# Meunasah Sagoe (Glumpang Baro)
Meunasah Sagoe is een bestuurslaag in het regentschap Pidie van de provincie Atjeh, Indonesië. Meunasah Sagoe telt 461 inwoners (volkstelling 2010).